# Solenostomus
Solenostomus is een geslacht van straalvinnige vissen uit de familie van buisbekken (Solenostomidae).

## Soorten
- Solenostomus armatus Weber, 1913
- Solenostomus cyanopterus Bleeker, 1854
- Solenostomus halimeda Orr, Fritzsche & Randall, 2002
- Solenostomus leptosoma Tanaka, 1908
- Solenostomus paradoxus (Pallas, 1770)

Niet geaccepteerde soorten:
- Solenostomus bleekeri Duméril, 1870 geaccepteerd als Solenostomus cyanopterus Bleeker, 1854
- Solenostomus bleekerii Duméril, 1870 geaccepteerd als Solenostomus cyanopterus Bleeker, 1854
- Solenostomus leptosomus Tanaka, 1908 geaccepteerd als Solenostomus leptosoma Tanaka, 1908
- Solenostomus paeginus Jordan & Thompson, 1914 geaccepteerd als Solenostomus cyanopterus Bleeker, 1854
- Solenostomus scolopax (Linnaeus, 1758) geaccepteerd als Macroramphosus scolopax (Linnaeus, 1758)
- Solenostomus tuticoriensis Venkataramanujam, Venkataramani & Devaraj, 1993 geaccepteerd als Macrorhamphosodes platycheilus  Fowler, 1934